# Neiphiu Rio
Neiphiu Rio (ur. 11 listopada 1950 w Tuophema) – indyjski polityk, premier stanowy Nagalandu (2003–2008, 2008–2014, od 2018).

## Życiorys
Urodził się w Tuophema w dystrykcie Kohima. Należy do plemienia Angami, jednego z 16 większych plemion Nagalandu. Podstawową edukację zdobywał w Baptist English School w Kohimie, następnie kształcił się w Sainik School w Puruli w Bengalu Zachodnim. Studiował w St Joseph's College w Dardżylingu, wreszcie powrócił do Kohimy, gdzie ukończył Kohima Arts College. W politykę zaangażował się w czasie studiów. Związał się z United Democratic Front (UDF), pierwszą regionalną partią polityczną w historii Nagalandu, pełnił funkcję przewodniczącego jej organizacji młodzieżowej (1976-1977). W stanowych ławach parlamentarnych zasiadł po raz pierwszy w 1989, już jako polityk Indyjskiego Kongresu Narodowego. Wielokrotnie wchodził w skład nagalandzkiego rządu, odpowiadając w tym okresie za różne resorty. Z członkostwa w Kongresie zrezygnował w początkach 2002, na tle różnic z premierem S.C. Jamirem. 
Wstąpił następnie w szeregi Naga People's Front. We współpracy z innymi regionalnymi partiami Nagów, jak również ze stanowym oddziałem Indyjskiej Partii Ludowej utworzył Sojusz Demokratyczny Nagalandu. Po zwycięstwie tej koalicji w wyborach stanowych w 2003 Rio został premierem stanu w marcu 2003. Regionalnym rządem kierował, z niewielką przerwą w 2008, do maja 2014.
Po krótkim epizodzie w federalnej izbie niższej (2014-2018) powrócił na scenę polityczną w rodzinnym stanie. 8 marca 2018 ponownie stanął na czele nagalandzkiego rządu, tym razem jako członek nowo powstałej Nationalist Democratic Progressive Party.
Poślubił Kaisę, doczekał się z nią 5 córek i jednego syna. Zgodnie z danymi Association for Democratic Reforms (ADR) jest najbogatszym posłem do nagalandzkiej legislatywy. Jego majątek w 2018 szacowano na przeszło 360 milionów rupii. Przetrwał próbę zamachu na swoje życie w maju 1995.